# Abbeanum

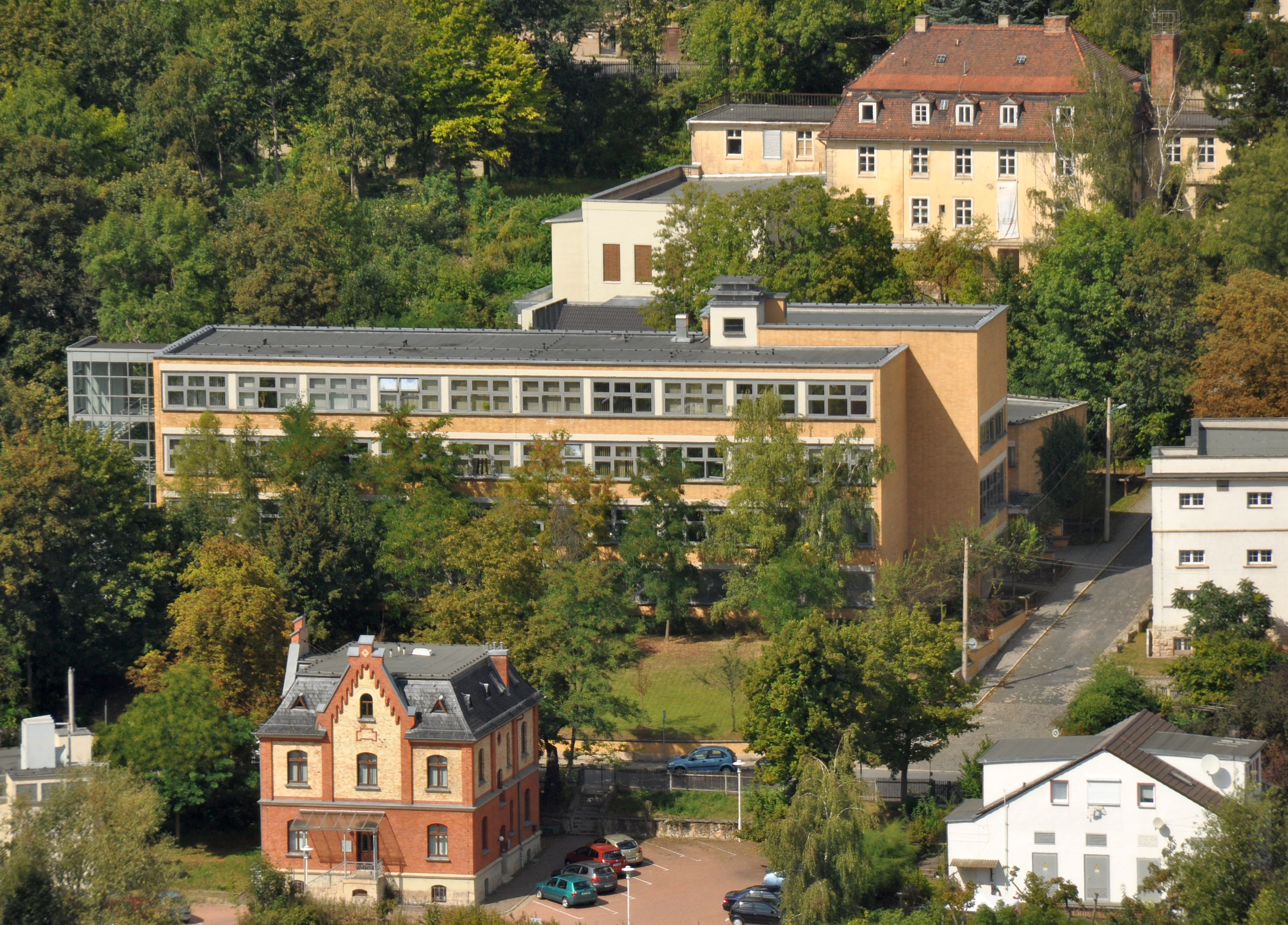
Abbeanum, en Jena

El Abbeanum es un edificio para enseñanza e investigación de la Universidad de Jena (Alemania). Fue construido en estilo Bauhaus de 1929 a 1930 con fondos de la Fundación Carl Zeiss, fundada por Ernst Abbe. El proyecto fue llevado a cabo por el arquitecto, profesor y antiguo alumno de la Bauhaus Ernst Neufert. En aquel tiempo, el edificio se empleó por el Instituto Óptico y el Instituto de Matemática Aplicada.
Reconstruido entre 1993 y 1995, el Abbeanum alberga hoy el Instituto de Óptica Aplicada, el Instituto de Física Teórica y el  Instituto de Física y Óptica del Estado Sólido de la facultad de Ciencias Físicas y Astronómicas de la Universidad de Jena. También se encuentran en él dependencias de la facultad de Matemáticas e Informática.